# بمب‌افکن شبانه

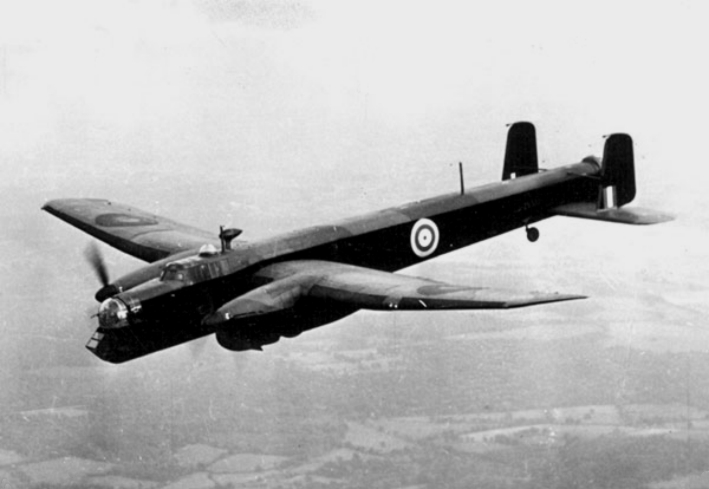
آرمسترانگ ویتورث ویتلی، بمب‌افکن شبانه بریتانیایی، c .1940.

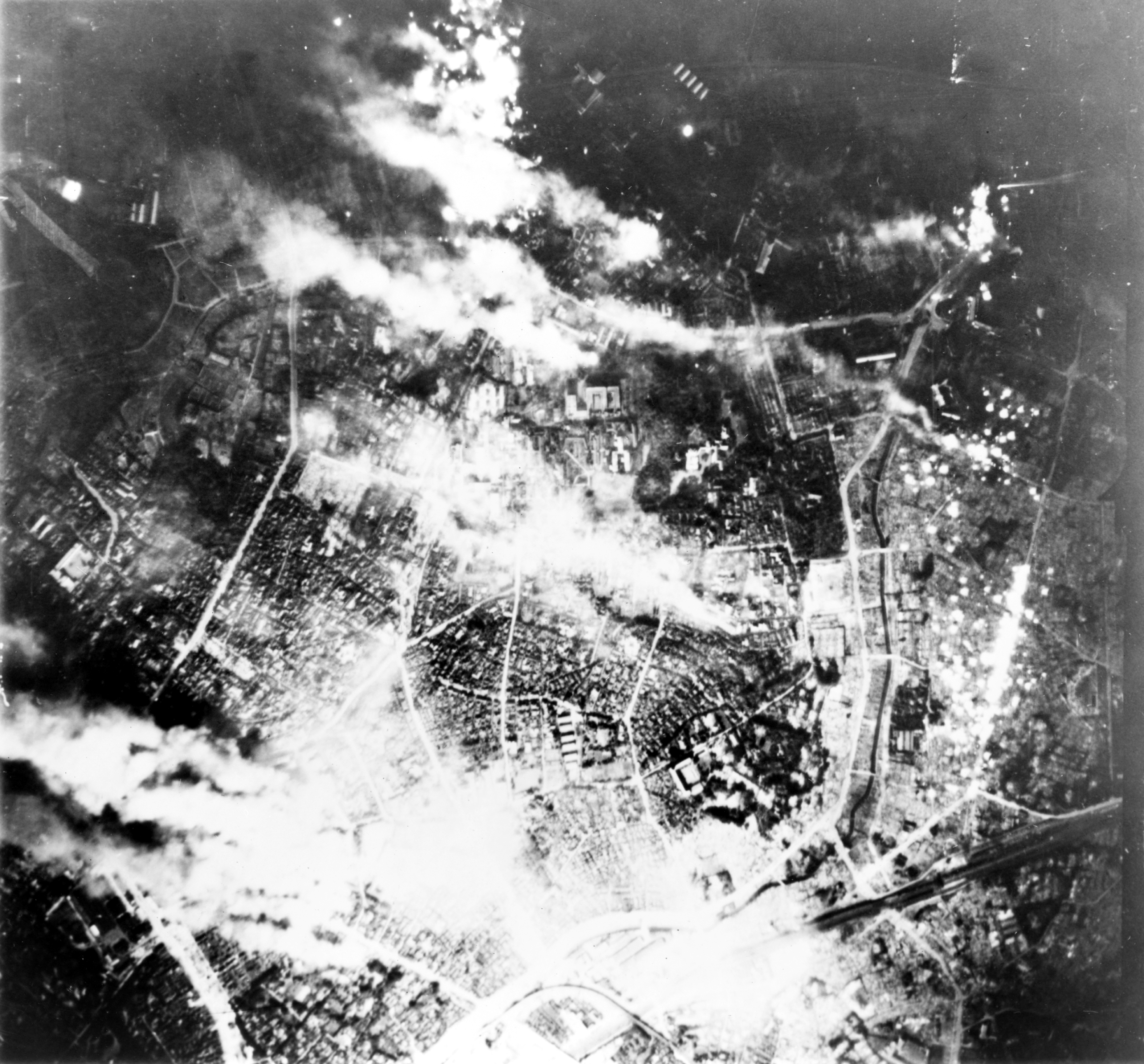
بمباران توکیو توسط Boeing B-29 Superfortresses با بمب‌های آتش زا در شب ۲۶ می ۱۹۴۵.

بمبافکن شبانه (به انگلیسی: night bomber) نوعی هواپیمای بمب‌افکن است که به‌طور خاص برای انجام ماموریت‌های بمباران در شب در نظر گرفته شده‌است. این اصطلاح امروزه بیشتر اهمیت تاریخی دارد. بمباران شبانه در جنگ جهانی اول آغاز شد و در طول جنگ جهانی دوم گسترش یافت. تعدادی از انواع هواپیماهای مدرن عمدتاً برای بمباران شبانه طراحی شده‌اند، اما نیروهای هوایی دیگر از آنها به عنوان بمب‌افکن شبانه یاد نمی‌کنند. اصطلاحات رایج‌تر امروزی شامل جنگنده هواگرد بازدارنده و جنگنده ضربتی است، و چنین هواپیماهایی تمایل دارند که قابلیت‌های کارامد در هر شرایط آب‌وهوایی، روز یا شب را داشته باشند.

## جنگ جهانی اول
بمباران راهبردی و بمباران شبانه در جنگ جهانی اول جدید بود و آزمایش‌های زیادی در شب با هواپیماهایی مانند Gotha G.IV , Gotha GV , Handley Page Type O و هواپیماهای غول‌پیکر مختلف مانند Riesenflugzeuge و Sikorsky Ilya Muromets انجام شد. ناوبری دشوار بود و دقت خیلی کم بود اما تأثیر روانی آن قوی بود. بمباران شبانه به عنوان یک سلاح ترور عمل می‌کرد.
قبل از معرفی رادار، برای هواپیماهایی که در شب پرواز می‌کردند تقریباً غیرممکن بود که مکان دقیق و مناسب برای حمله را پیدا کنند. از موقعیت‌یابی صوتی برای به‌دست آوردن مختصات اولیه استفاده می‌شد. نورهای جستجو که آسمان را اسکن می‌کردند، می‌توانستند هواپیماها را به‌طور تصادفی آشکار کنند و ممکن بود آنها را به اندازه کافی دنبال کنند تا توپخانه ضدهوایی بتواند چند تیر شلیک کند. از طرف دیگر، از جنگنده‌های شبانه برای رهگیری استفاده شد. آنها یا با نورافکن‌ها همکاری می‌کردند یا سعی می‌کردند بمب‌افکن‌ها را در نور ماه شناسایی کنند. میزان موفقیت چنین دفاع‌هایی آنقدر پایین بود که به قول استنلی بالدوین، نخست‌وزیر بریتانیا، باور عمومی بر این بود که «بمب‌افکن همیشه عبور خواهد کرد». از زمان جنگ جهانی اول، بمب‌افکن به عنوان یک سلاح تروریستی در نظر گرفته می‌شد و بعداً به عنوان یک سلاح راهبردی اصلی در جنگ تمام‌عیار دیده شد. همان‌طور که بالدوین بعداً گفت، هدف اصلی آنها این بود که «زنان و کودکان دشمن را بکش، زودتر از اینکه آنها بکشند».

## دوره بین جنگ جهانی اول و دوم
با افزایش قابلیت‌های هواپیما، قدرت آتش دفاعی آنها نیز افزایش یافت. در اواسط دهه ۱۹۳۰، نظرات در حال تغییر بود و ایده حملات هوایی در نور روز از هواپیماهایی که از خود دفاع می‌کردند، مطرح شد. در عمل این هواپیماها کاملاً در برابر هواپیماهای جنگنده مدرن آسیب‌پذیر بودند و به سرعت به نقش بمباران شبانه بازگردانده شدند. با این حال، این هواپیماها برای ناوبری در شب طراحی نشده بودند و به‌طور کلی در این ماموریت‌ها فاقد اثربخشی بودند:
فکر می‌کنم در آن زمان متوجه نشدیم که تجهیزات ما واقعاً مناسب نیستند. آنها طراحی یا تولید تجهیزات ناوبری را فراموش کرده بودند، بنابراین بمب افکن ولینگتون که قرار بود بمب‌افکن روز باشد، مجبور شد در شب کار کند زیرا در روز بسیار آسیب‌پذیر بود. تقریباً همان تجهیزاتی را داشت که تایگر موث داشت، به جز یک استثنا، ولینگتون یک آنتن حلقه‌ای داشت. اینجوری ما ۵۰۰ یا ۶۰۰ مایل بر فراز قلمرو دشمن پرواز می‌کردیم و سعی می‌کردیم یک هدف را در خاموشی کامل، اغلب با ابر در زیر ما و مه‌های صنعتی زیادی پیدا کنیم. جای تعجب نیست که بمب افکن‌های ما ۵، ۱۰ مایل دورتر [از هدف] بودند. بمب‌افکنی در کار نبود. ما تا حد زیادی وابسته به خودمان بودیم، شاید ۱۰ یا ۱۴ هواپیما در فواصل زمانی.
- جان گی، خلبان فرماندهی بمب‌افکن

نیروی هوایی ارتش ایالات متحده آمریکا تنها نیرویی بود که در طول جنگ جهانی دوم به بمباران استراتژیک در روز ادامه داد. این امر مانند تلاش‌های قبلی نیروی هوایی بریتانیا و لوفت‌وافه فاجعه‌بار بود و باید در اواخر سال ۱۹۴۳ لغو می‌شد. ورود جنگنده پی-۵۱ ماستنگ در نقش اسکورت بمب‌افکن باعث شد تا این ماموریت‌ها در سال ۱۹۴۴ دوباره آغاز شوند و این جنگنده آنقدر موفق بود که نیروی جنگنده لوفت‌وافه تا پایان بهار تا حد زیادی از بین رفت. استهلاک لوفت‌وافه به‌قدری زیاد بود که نیروی هوایی بریتانیا در اواخر همان سال توانست در روز نیز پرواز کند.
نیروی هوایی آمریکا نیز همین مفهوم را با حملات بمباران علیه ژاپن در ژوئن ۱۹۴۴ تا اوایل ۱۹۴۵ با «بمباران دقیق» در روز علیه تأسیسات صنعتی ژاپن با استفاده از بمب‌افکن‌های سنگین بوئینگ بی-۲۹ سوپرفورترس به کار برد. با این حال، نتایج موفقیت‌آمیز نبودند؛ زیرا جت‌استریم مکرر مواد منفجره قوی را دور از هدف منفجر می‌کرد، مشکلات ناوبری، آتش ضدهوایی و نورافکن‌ها، که منجر به تلفات زیادی در بین خدمه بی-۲۹ شد. در نتیجه، در فوریه ۱۹۴۵، نیروی هوایی آمریکا به حملات آتش‌زای سطح پایین علیه شهرهای ژاپن روی آورد که بیشتر آنها در شب انجام می‌شدند. ویرانگرترین حمله هوایی در جنگ، بمباران توکیو در شب ۹ تا ۱۰ مارس ۱۹۴۵ بود که ۱۶ مایل مربع را ویران کرد، ۱۰۰۰۰۰ ژاپنی را کشت و یک میلیون نفر را بی خانمان کرد.